# Joe Young
Joseph Young (New Orleans, 27 de junho de 1992) é um jogador norte-americano de basquete profissional que atualmente é agente livre. Disputou a National Basketball Association (NBA) e foi draftado em 2015 na segunda rodada pelo  Indiana Pacers, na posição 43.